# Libertad 2.ª Sección
Libertad 2.ª Sección es una localidad del municipio de Nacajuca ubicado en la subregión centro del estado mexicano de Tabasco.

## Geografía
La localidad de Libertad 2.ª Sección se sitúa en las coordenadas geográficas 18°01′38″N 92°58′16″O / 18.027222, -92.971111, a una elevación de 8 metros sobre el nivel del mar.

## Demografía
Según el Conteo de Población y Vivienda 2020, efectuado por el Instituto Nacional de Estadística y Geografía, la localidad de Libertad 2.ª Sección tiene 410 habitantes, de los cuales 203 son del sexo masculino y 207 del sexo femenino. Su tasa de fecundidad es de 2.13 hijos por mujer y tiene 128 viviendas particulares habitadas.
| Gráfica de evolución demográfica de Libertad 2.ª Sección entre 2005 y 2020 |
|                                                                            |
| INEGI.                                                                     |